# J3 League 2024
Die J3 League 2024 war die elfte Spielzeit der dritthöchsten Fußball-Spielklasse der japanischen J.League. Die Saison begann mit dem ersten Spieltag am 24. Februar 2024 und endete am 7. Dezember 2024. An dem Spielbetrieb nahmen zwanzig Mannschaften teil.

## Mannschaften
| Verein               | Beheimatet in        | Heimstadion                           | Kapazität |
| -------------------- | -------------------- | ------------------------------------- | --------- |
| Azul Claro Numazu    | Numazu, Shizuoka     | Ashitaka Park Stadium                 | 5.104     |
| Fukushima United FC  | Fukushima, Fukushima | Toho Stadium                          | 21.000    |
| Gainare Tottori      | Tottori, Tottori     | Axis Bird Stadium                     | 16.033    |
| FC Gifu              | Gifu, Gifu           | Nagaragawa-Stadion                    | 26.109    |
| Giravanz Kitakyūshū  | Kitakyūshū, Fukuoka  | Mikuni World Stadium Kitakyūshū       | 15.066    |
| FC Imabari           | Imabari, Ehime       | Imabari-Satoyama-Stadion              | 5.316     |
| Iwate Grulla Morioka | Morioka, Iwate       | Iwagin Stadium                        | 5.000     |
| Kamatamare Sanuki    | Takamatsu, Kagawa    | Pikara Stadium                        | 30.099    |
| Kataller Toyama      | Toyama, Toyama       | Toyama Stadium                        | 28.494    |
| Matsumoto Yamaga FC  | Matsumoto, Nagano    | Sunpro-Alwin-Stadion                  | 20.000    |
| AC Nagano Parceiro   | Nagano, Nagano       | Nagano U Stadium                      | 15.491    |
| Nara Club            | Nara, Nara           | Rohto Field Nara                      | 30.600    |
| RB Ōmiya Ardija      | Saitama, Saitama     | NACK5 Stadium Ōmiya                   | 15.500    |
| FC Osaka             | Osaka, Osaka         | Kintetsu-Hanazono-Rugbystadion        | 30.000    |
| FC Ryūkyū            | Okinawa, Okinawa     | Tapic Kenso Hiyagon Stadium           | 12.270    |
| SC Sagamihara        | Sagamihara, Kanagawa | Sagamihara Gion Stadium               | 15.300    |
| Tegevajaro Miyazaki  | Miyazaki, Miyazaki   | Unilever Stadium Shintomi             | 5.354     |
| Vanraure Hachinohe   | Hachinohe, Aomori    | Prifoods Stadium                      | 5.200     |
| YSCC Yokohama        | Yokohama, Kanagawa   | NHK Spring Mitsuzawa Football Stadium | 15.454    |
| Zweigen Kanazawa     | Kanazawa, Ishikawa   | Kanazawa Stadium                      | 10.444    |

## Ausländische Spieler
| Mannschaft           | Spieler 1         | Spieler 2         | Spieler 3       | Spieler 4          | Spieler 5       | Spieler 6           | Spieler 7       | Spieler 8    | Spieler 9      | Ehemalige Spieler                 |
| -------------------- | ----------------- | ----------------- | --------------- | ------------------ | --------------- | ------------------- | --------------- | ------------ | -------------- | --------------------------------- |
| Azul Claro Numazu    | Gustavo Rissi     |                   |                 |                    |                 |                     |                 |              |                |                                   |
| Fukushima United FC  |                   |                   |                 |                    |                 |                     |                 |              |                |                                   |
| Gainare Tottori      |                   |                   |                 |                    |                 |                     |                 |              |                |                                   |
| FC Gifu              | Mun In-ju         | Lee Yong-jae      |                 |                    |                 |                     |                 |              |                |                                   |
| Giravanz Kitakyūshū  | Koh Seung-jin     |                   |                 |                    |                 |                     |                 |              |                |                                   |
| FC Imabari           | Tomás Moschión    | Rodrigo Angelotti | Marcus Índio    | Jon Ander Serantes | Wesley Tanque   |                     |                 |              |                | Fangze Ning                       |
| Iwate Grulla Morioka | Kenneth Otabor    | Ryu Se-gun        | Kim Sung-kon    | Lee Byung-chan     | Kim Jae-young   |                     |                 |              |                |                                   |
| Kamatamare Sanuki    | Au Chung          |                   |                 |                    |                 |                     |                 |              |                |                                   |
| Kataller Toyama      | Matheus Leiria    | Gabriel Henrique  |                 |                    |                 |                     |                 |              |                |                                   |
| Matsumoto Yamaga FC  | Víctor Ibáñez     |                   |                 |                    |                 |                     |                 |              |                |                                   |
| AC Nagano Parceiro   | Ryu Nugraha       | Kim Min-ho        | Lee Seung-won   | Park Su-bin        |                 |                     |                 |              |                |                                   |
| Nara Club            | Marc Vito Brezmes | Patrik Gustavsson |                 |                    |                 |                     |                 |              |                | Kiadtiphon Udom                   |
| RB Ōmiya Ardija      | Arthur Silva      | Fabián González   | Oriola Sunday   |                    |                 |                     |                 |              |                | Jakub Świerczok                   |
| FC Osaka             | Woo Sang-ho       | Kang Seong-kook   | Choi Young-hoon | João Moura         | Cho Young-kwang | Muhammad Abu Khalil | Jonas Markovski | Ji Seong-min | Everton Kanela | Efrain Rintaro                    |
| FC Ryūkyū            | Jo Eun-soo        | Jeon Ji-wan       | Park Seong-su   | Noh Seung-ki       |                 |                     |                 |              |                |                                   |
| SC Sagamihara        |                   |                   |                 |                    |                 |                     |                 |              |                | Fabrício Baiano Ryan Bruno Santos |
| Tegevajaro Miyazaki  |                   |                   |                 |                    |                 |                     |                 |              |                |                                   |
| Vanraure Hachinohe   |                   |                   |                 |                    |                 |                     |                 |              |                | Oriola Sunday                     |
| YSCC Yokohama        | Luqman Hakim      | Onye Ogochukwu    |                 |                    |                 |                     |                 |              |                |                                   |
| Zweigen Kanazawa     | Jefferson Baiano  | Marlyson          | Baek In-hwan    |                    |                 |                     |                 |              |                |                                   |

## Trainer
| Verein               | Cheftrainer                                       |
| -------------------- | ------------------------------------------------- |
| Vanraure Hachinohe   | Nobuhiro Ishizaki                                 |
| Iwate Grulla Morioka | Tetsuji Nakamikawa → Takuya Jinno → Kei Hoshikawa |
| Fukushima United FC  | Shūhei Terada                                     |
| RB Ōmiya Ardija      | Tetsu Nagasawa                                    |
| YSCC Yokohama        | Kazuki Kuranuki                                   |
| SC Sagamihara        | Kazuyuki Toda → Yūki Stalph                       |
| Matsumoto Yamaga FC  | Masahiro Shimoda                                  |
| AC Nagano Parceiro   | Riki Takagi                                       |
| Kataller Toyama      | Michiharu Otagiri                                 |
| Zweigen Kanazawa     | Masaaki Yanagishita                               |
| Azul Claro Numazu    | Masashi Nakayama                                  |
| FC Gifu              | Yūsaku Ueno → Kenichi Amano                       |
| FC Osaka             | Naoto Ōtake                                       |
| Nara Club            | Julián Marín → Ichizō Nakata                      |
| Gainare Tottori      | Kentarō Hayashi                                   |
| Kamatamare Sanuki    | Atsushi Yoneyama                                  |
| FC Imabari           | Toshihiro Hattori                                 |
| Giravanz Kitakyushu  | Kohei Masumoto                                    |
| Tegevajaro Miyazaki  | Yūji Ōkuma                                        |
| FC Ryūkyū            | Kim Jong-song                                     |

## Spieler
| Verein               | Spieler |
| -------------------- | --- |
| Vanraure Hachinohe   | Masahiro Iida (7/0), Tomoki Fujisaki (17/0), Daisuke Inazumi (20/0), Sōsuke Shibata (20/2), Aoi Sato (31/3), Riku Yamauchi (38/0), Kazuma Nagata (33/8), Shōchi Niiyama (3/0), Kai Sasaki (33/10), Shōgo Ōnishi (29/0), Kōki Maezawa (38/3), Sena Oyama (1/0), Mizuki Kaburaki (12/0), Naoya Senoo (26/4), Shōma Otoizumi (34/0), Shintarō Katō (13/2), Kōdai Minoda (36/1), Naoyuki Yamada (7/0), Yusuke Taniguchi (2/0), Masashi Kokubun (29/1), Daiki Yagishita (24/3), Keita Nakano (2/0), Yōsuke Kamigata (9/1), Teppei Chikaishi (26/1), Hiroto Yukie (28/2), Naoto Andō (30/1), Oriola Sunday (19/2) |
| Iwate Grulla Morioka | Takuo Ōkubo (34/0), Ryo Saito (14/0), Daisuke Fukagawa (28/0), Maaya Sako (16/0), Shunki Takahashi (19/1), Shumpei Fukahori (15/1), Tsubasa Yuge (6/1), Ken Tokura (24/2), Otabor Kenneth (36/5), Sōta Kiri (28/1), Daiki Kogure (23/0), Koki Matsubara (23/0), Tōi Kagami (33/2), Ryu Se-gun (8/1), Ryō Niizato (38/1), Tsuyoshi Miyaichi (26/0), Miyu Sato (14/1), Shota Shimogami (9/1), Agashi Inaba (5/0), Daigo Nishi (19/1), Koki Toyoda (12/0), Shusei Yamauchi (8/0), Yuzuki Yamato (25/0), Kaio Yabunaka (1/0), Kōki Mizuno (9/0), Shuto Adachi (31/0), Mamoru Kamisasanuki (6/0), Shuntarō Kawabe (14/4), Hiroto Domoto (9/0), Eiru Aratama (2/0), Hayata Mizuno (14/1), Atsutaka Nakamura (11/1), Kōta Fukatsu (27/1), Kanta Komatsu (11/0), Sillas (3/1)                                                                                                 |
| Fukushima United FC  | Kenshin Yoshimaru (36/0), Masayuki Yamada (31/0), Yuto Matsunagane (28/2), Kazuki Dōhana (19/2), Hiroshi Omori (28/0), Yōsuke Akiyama (5/0), Ryo Shiohama (37/16), Hiroshi Yoshinaga (18/1), Ryūji Sawakami (22/2), Kōta Mori (38/8), Shōki Nagano (9/1), Tomohiko Miyazaki (12/1), Yuto Ozeki (32/8), Rita Mori (8/1), Takeaki Harigaya (38/2), Kiichi Yajima (32/2), Kazumasa Shimizu (33/4), Kanta Jojo (36/4), Kaito Yamamoto (2/0), Satoru Nozue (19/0), Naoki Suzu (33/0), Takuto Katō (14/0), Kento Awano (5/0), Hiroki Higuchi (27/7), Uheiji Uehata (28/1), Toru Shibata (10/0) |
| RB Omiya Ardija      | Takashi Kasahara (38/0), Rion Ichihara (31/4), Niki Urakami (29/2), Toshiki Ishikawa (36/5), Masato Kojima (38/3), Fumiya Takayanagi (9/0), Fabián González (15/3), Świerczok (4/2), Seiya Nakano (7/1), Tōya Izumi (38/6), Yuta Ueda (9/0), Katsuya Nakano (20/0), Wakaba Shimoguchi (29/2), Rikiya Motegi (27/5), Ken’yū Sugimoto (34/10), Tetsuya Chinen (5/0), Mizuki Hamada (18/1), Takamitsu Tomiyama (11/1), Arthur Silva (29/7), Raisei Abe (1/0), Takuya Wada (15/2), Yosuke Murakami (35/0), Yusuke Shimizu (4/0), Kaishin Sekiguchi (10/2), Shun’ya Suzuki (3/0), Jin Izumisawa (7/1), Kazushi Fujii (28/6), Haruhi Taneda (2/0), Masato Nuki (3/0), Tomoya Ōsawa (31/2), Oriola Sunday (15/5) |
| YSCC Yokohama        | Ryōsuke Sagawa (1/0), Minoru Hanafusa (27/0), Takuya Fujiwara (21/2), Kento Dodate (12/0), Haruki Oshima (29/1), Atsushi Kikutani (29/6), Yūtarō Yanagi (26/0), Yūsei Kayanuma (26/2), Ryōtarō Yamamoto (25/1), Jorn Pedersen (29/2), Luqman Hakim (8/0), Ryohei Wakizaka (23/4), Yasuto Fujita (28/1), Jun Kodama (6/0), Takuma Hashino (13/0), Jukiya Fujishima (24/0), Shawn Vaneerden (15/1), Yusei Otake (1/0), Chris Takahashi (2/0), Yushin Otake (15/0), Hiroto Domoto (11/0), Shunta Nishiyama (16/0), Hiroto Okoshi (10/0), Shūto Kojima (21/0), Michiya Okamoto (18/0), Kōki Matsumura (31/0), Rikuto Hashimoto (27/1), Kōji Okumura (35/8), Takahiro Nakazato (31/1), Onye Ogochukwu (30/4), Naoki Goto (12/0) |
| SC Sagamihara        | Motoaki Miura (38/0), Daisuke Kato (31/2), Yuto Minakuchi (8/0), Ryōji Yamashita (28/1), Kō Watahiki (9/1), Yūdai Tokunaga (35/2), Justin Toshiki Kinjō (11/1), Riku Hashimoto (36/1), Takumu Fujinuma (12/2), Yūki Mutō (10/3), Rio Yoshitake (7/0), Akito Takagi (25/2), Taira Maeda (19/2), Ryō Takano (27/1), Keisuke Itō (25/5), Kai Miki (7/0), Shuhei Kunihiro (4/0), Ryu Wakabayashi (14/0), Kazuki Fukui (25/4), Kosei Makiyama (13/2), Riku Tanaka (29/2), Takumi Nishiyama (24/0), Fabrício Baiano (6/0), Keisuke Ogasawara (13/0), Akito Tanahashi (5/3), Yūji Senuma (32/3), Yūshi Hasegawa (21/0), Yūzō Iwakami (29/1), Keita Ueda (18/2), Masakazu Tashiro (18/0), Ibrahim Junior Kuribara (7/0), Bruno Santos (11/1) |
| Matsumoto Yamaga FC  | Issei Ōuchi (30/0), Taiki Miyabe (21/0), Shōhei Takahashi (13/1), Masato Tokida (28/1), Kazuma Yamaguchi (25/3), Kazuaki Mawatari (18/0), Shō Sumida (12/0), Kazuma Takai (6/1), Yūsuke Kikui (32/6), Hayato Asakawa (32/13), Yūya Hashiuchi (11/0), Tsubasa Andō (38/6), Kōsuke Yamamoto (35/1), Ryūhei Yamamoto (31/2), Rio Maeda (5/0), Kazuaki Sasō (27/1), Yūta Taki (20/0), Jirō Nakamura (12/1), Jiyo Ninomiya (3/0), Ryuji Kokubu (5/0), Shūsuke Yonehara (25/1), Shoma Kanda (8/0), Daiki Higuchi (33/6), Kaiga Murakoshi (36/8), Takato Nonomura (31/4), Reo Yasunaga (34/2), Sō Fujitani (19/1), Serignesaliou Diop (10/0) |
| AC Nagano Parceiro   | Ken Tajiri (7/0), Kōhei Tomita (7/0), Ei Gyotoku (1/0), Hayato Ikegaya (34/1), Yasufumi Nishimura (35/1), Yūya Ōno (26/0), Takashi Kondō (30/3), Ryōji Fujimori (13/0), Reo Yamanaka (31/3), Kōhei Shin (11/3), Hinata Konishi (29/1), Naoki Sanda (33/2), Yūki Morikawa (2/0), Kyōji Kutsuna (36/6), Kensei Ukita (37/13), Hayate Sugii (34/3), Kōki Ishii (2/0), Kim Min-ho (16/0), Rei Kihara (9/0), Takaya Kuroishi (30/4), Kōsuke Tanaka (20/2), Park Su-bin (18/0), Takumi Niwa (2/0), Shun Kudo (6/0), Sōta Matsubara (15/0), Kazuya Andō (19/0), Lee Seung-won (4/0), Naoki Hashida (2/0), Kōhei Takahashi (9/0), Teppei Usui (18/0), Shuntarō Koga (23/0), Kōken Katō (28/1), Kazuya Sunamori (12/1) |
| Kataller Toyama      | Tomoki Tagawa (34/0), Kōsei Wakimoto (19/0), Kyosuke Kamiyama (28/2), Jun’ya Imase (15/1), Shunta Sera (14/0), Yōji Sasaki (13/2), Daichi Matsuoka (33/4), Shosei Usui (38/9), Matheus Leiria (24/3), Kōhei Matsumoto (24/1), Ryusei Shimodo (14/0), Gabriel Henrique (9/0), Hiroya Sueki (36/5), Hiroyuki Tsubokawa (17/0), Takumi Ito (17/1), Naoki Inoue (15/1), Musashi Ōyama (12/0), Nobuyuki Shiina (8/0), Shimpei Nishiya (23/0), Yōsuke Kawai (32/0), Shosaku Yasumitsu (36/8), Atsushi Nabeta (12/0), Tsubasa Yoshihira (34/9), Sho Fuseya (29/2), Akira Ōsako (13/0), Yoshiki Takahashi (36/6), Manato Furukawa (5/0), Toshiki Hirao (4/0), Yūki Kawakami (6/0), Yuta Arai (3/0) |
| Zweigen Kanazawa     | Yūto Nagamine (21/1), Hiroto Hatao (30/2), Ryōta Inoue (33/2), Fuga Sakurai (9/1), Yūki Kajiura (38/8), Dai Tsukamoto (11/0), Keisuke Ōyama (29/1), Yusei Toshida (17/2), Shintarō Shimada (26/1), Kyōhei Sugiura (35/5), Takayoshi Ishihara (34/1), Yūki Nishiya (37/2), Shun’ya Mōri (18/0), Taiki Katō (16/3), Andrew Kumagai (16/0), Yōhei Toyoda (2/0), Takumi Yamanoi (2/0), Hayase Takashio (1/0), Kazuki Nishiya (18/2), Masaya Kojima (32/5), Hayato Ōtani (30/5), Itsuki Ueda (36/0), Norimichi Yamamoto (31/0), Honoya Shōji (22/2), Tomohiro Taira (12/0), Yūya Taguchi (13/1), Marlyson (26/5), Jefferson Baiano (2/0) |
| Azul Claro Numazu    | Tatsuya Anzai (38/2), Kyōta Mochii (37/5), Kenshirō Suzuki (31/3), Seiya Nakano (7/0), Naoki Satō (12/1), Kazuki Someya (5/0), Yuya Tsukegi (28/0), Kōtarō Tokunaga (31/2), Takuya Sugai (31/3), Manabu Saitō (34/2), Kengo Kawamata (28/3), Yuma Mori (32/3), Terukazu Shinozaki (2/0), Takumi Tsukui (38/9), Teruyoshi Itō (1/0), Shigeo Miyawaki (10/1), Hagumi Wada (38/11), Kōki Inoue (6/0), Mikhael Akatsuka (3/0), Gustavo Martini Rissi (8/0), Hinata Mukai (3/0), Yuta Nakamura (32/1), Kōsei Numata (30/2), Haruki Toyama (24/0), Kaiyō Yanagimachi (20/2), Kenta Watanabe (14/0), Hiromu Musha (24/0), Takumi Hama (38/2) |
| FC Gifu              | Shū Mogi (12/0), Makoto Okazaki (9/0), Kentarō Kai (31/2), Ryōma Ishida (33/0), Ryōma Kita (28/3), Oji Kawanami (10/0), Daigo Araki (35/6), Hirofumi Yamauchi (6/1), Yoshihiro Shōji (24/1), Kōsuke Fujioka (36/19), Yoshiatsu Oiji (17/0), Akito Ueno (6/0), Ryō Nishitani (31/4), Yūya Taguchi (24/11), Masaki Ogawa (11/0), Ayumu Matsumoto (22/2), Takuya Aoki (14/0), Mun In-ju (30/2), Kōdai Hagino (21/0), Shōhei Aihara (34/4), Tomoya Yokoyama (11/1), Taisuke Mizuno (6/0), Riku Nozawa (17/0), Tomoki Ueda (9/0), Shōgo Terasaka (11/2), Takayuki Arakaki (27/2), Gen’ichi Endō (16/1), Ryū Kawakami (27/0), Kaiho Nakayama (5/0), Yuya Nagai (4/0), Daiki Gotō (14/0), Hisatoshi Nishido (3/0), Lee Yong-jae (19/1) |
| FC Osaka             | Tatsunari Nagai (37/0), Kazuya Mima (37/1), Ryūsei Saitō (21/2), Genki Egawa (7/0), Shūsuke Sakamoto (8/1), Shunsuke Tachino (36/3), Takahiro Kitsui (19/0), Takumi Shimada (34/3), Rikuto Kubo (36/2), Rui Tone (23/1), Hayate Take (9/1), Naoki Tanaka (22/3), Yūta Shimozawa (26/1), Yūto Kide (1/0), Kaito Utaka (7/0), Shunji Masuda (25/3), Asahi Haga (14/2), Sora Mochizuki (6/2), Kaito Hayashida (14/0), Takuya Akiyama (27/4), Kentarō Shigematsu (3/0), Seigō Takei (36/2), Soichiro Tsutsumi (7/0), Ryota Sawazaki (14/1), Kang Sung-guk (1/0), Kōji Yamada (1/0), Yūto Fujita (4/0), Woo Sang-ho (25/0), Daigo Furukawa (36/7), Rinshiro Kojima (2/0), Yamato Natsukawa (15/1), Yuto Kokuryo (4/0), Everton Kanela (4/0), Masaki Nishimura (19/1), Malick Fofana (4/0), Yuto Minakuchi (10/0), Markovski (3/0), Cho Young-kwang (4/0), Joao Moura (2/0) |
| Nara Club            | Shinji Okada (16/0), Rikuto Iida (2/0), Yudai Sawada (21/0), Wataru Ise (11/0), Daisei Suzuki (36/0), Haruhi Terashima (10/0), Ryōta Kuwajima (9/0), Hayato Horiuchi (30/1), Tatsuma Sakai (5/1), Sotaro Yamamoto (20/0), Megumu Nishida (21/1), Yūta Tsunami (20/0), Kensei Nakashima (35/1), Patrik Gustavsson (25/2), Manato Hyakuda (29/6), Ken Tshizanga Matsumoto (12/0), Yuto Kunitake (35/1), Kei Ikoma (35/3), Yūki Kotani (16/1), Riku Kamigaki (33/3), Tomoya Sekiguchi (2/0), Yūki Okada (38/13), Shōta Yomesaka (33/6), Yuzuru Yoshimura (12/1), Rin Morita (12/0), Ryōsuke Tamura (21/2), Yōta Shimokawa (33/1), Marc Vito (22/0) |
| Gainare Tottori      | Kei Sakamoto (6/0), Seiya Nikaido (22/0), Hayato Nukui (37/2), Shunnosuke Matsuki (32/11), Keita Tanaka (29/1), Yūta Togashi (36/2), Hiroto Sese (23/2), Atsuki Tojo (18/0), Ryusei Takao (15/0), Makoto Fukōin (29/5), Sōta Higashide (22/0), Sota Maruyama (28/2), Hideatsu Ozawa (38/5), Shota Tanaka (37/8), Naoto Miki (29/3), Mio Tsuneyasu (14/0), Shinnosuke Kinoshita (2/0), Fumiya Takayanagi (15/2), Yuhei Nishida (5/0), Ryuto Koizumi (9/1), Ryota Koma (19/0), Taku Ikawa (14/1), Ariajasuru Hasegawa (15/0), Daichi Soga (28/1), Riki Sakuraba (19/0), Kei Ōshiro (21/1), Masaki Kaneura (18/1), Izumi Miyata (3/0), Taishi Tamashiro (5/0) |
| Kamatamare Sanuki    | Yūsuke Imamura (36/0), Kanta Usui (10/0), Kei Munechika (34/2), Shunji Takemura (5/0), Hayato Hasegawa (28/2), Nao Eguchi (20/3), Yūto Mori (35/2), Naoki Takahashi (5/0), Shōta Kawanishi (27/5), Gentaro Yoshida (35/4), Taiga Maekawa (36/4), Jimpei Yoshida (24/3), Kazuki Iwamoto (25/0), Yudai Okuda (26/0), Eugene Fukui (2/0), Niina Tominaga (16/2), Kaima Akahoshi (27/4), Taiyō Shimokawa (13/0), Yōhei Ōno (16/3), Soshi Iwagishi (30/4), Soichiro Fukaminato (31/0), Shōya Koyama (6/0), Mahiro Yoshinaga (3/0), Keisuke Tao (2/0), Shion Niwa (18/3), Kaisei Matsubara (2/0), Shuto Sago (3/0), Shōta Nishino (13/0), Yūki Morikawa (18/4), Mizuki Uchida (37/0), Au Chung (1/0), Takumi Narasaka (10/0) |
| FC Imabari           | Tetsuya Katō (36/2), Naoya Fukumori (29/0), Ryōta Ichihara (36/2), Tatsuya Shirai (19/0), Tomás Moschión (29/0), Takafumi Yamada (27/2), Wataru Noguchi (1/0), Takatora Kondō (36/6), Marcus Vinicius (36/19), Toyofumi Sakano (27/3), Taisei Takase (9/0), Kenshin Yuba (25/1), Ryota Abe (2/0), Wesley Tanque (16/6), Hikaru Arai (34/2), Riki Sato (9/0), Tomoki Hino (17/4), Yuta Saitai (3/0), Yūma Matsumoto (13/0), Yuri Takeuchi (14/1), Keishi Kusumi (12/0), Hiroshi Futami (8/0), Kōdai Dohi (3/0), Angelotti (17/0), Serantes (27/0), Akihito Ozawa (2/0), Yumeki Yokoyama (29/6), Rei Umeki (19/2), Genta Itō (9/1), Yūta Mikado (31/2), Jun’ya Katō (10/2) |
| Giravanz Kitakyushu  | Gō Itō (7/0), Shinnosuke Ito (2/0), Kōki Hasegawa (15/1), Kensuke Fujiwara (20/4), Ryuki Hirahara (17/0), Takumi Wakaya (11/1), Shun Hirayama (14/0), Ryō Nagai (35/14), Kōhei Kiyama (18/1), Kōta Kudō (36/2), Haruki Izawa (33/1), Riku Kobayashi (10/1), Shingo Ōmori (7/0), Rimpei Okano (37/1), Sota Watanabe (16/1), Bunta Ino (8/0), Asahi Yada (21/0), Taku Ushinohama (33/2), Kaoru Yamawaki (29/1), Kakeru Sakamoto (21/1), Hiroki Maeda (8/0), Yūya Tanaka (26/0), Koh Seung-jin (37/6), Ryuta Takahashi (14/0), Kōki Ōtani (6/0), Takaya Inui (37/2), Shoma Takayoshi (36/1), Koji Sugiyama (36/0) |
| Tegevajaro Miyazaki  | Ikiru Aoyama (26/0), Kenji Dai (1/0), Shun Ōbu (15/0), Shunya Sakai (24/0), Kenta Ōkuma (2/0), Naoya Uozato (18/0), Shōgo Rikiyasu (30/3), Keigo Hashimoto (36/12), Tomoya Kitamura (10/0), Ryoma Eguchi (2/0), Seiya Satsukida (9/0), Yuma Tsujioka (36/2), Tomoyasu Yoshida (18/1), Shu Yoshizawa (36/6), Ukyo Takase (6/1), Mahiro Ano (35/3), Rai Shimizu (2/0), Jumpei Tanaka (5/0), Raiju Ōbuchi (8/0), Yūma Matsumoto (16/1), Shiryū Fujiwara (3/0), Sera Watanabe (5/0), Hikaru Manabe (2/0), Kengo Kuroki (36/1), Hikaru Endo (22/2), Genki Egawa (17/0), Shōi Yoshinaga (8/0), Daiki Kusunoki (19/0), Yosuke Ueno (14/0), Takatora Einaga (11/1), Ren Inoue (27/4), Seitaro Tanaka (4/1), Kojirō Yasuda (27/0), Kokoro Aoki (34/0), Shunsuke Ueda (2/0), Hayate Take (14/8)                                                                                 |
| FC Ryukyu            | Yūji Rokutan (5/0), Yuri Mori (34/0), Hiroki Fujiharu (35/0), Kazuto Takezawa (18/2), Kōsei Okazawa (37/2), Haruto Shirai (18/10), Ryōta Iwabuchi (31/2), Ryūnosuke Noda (21/1), Yū Tomidokoro (34/12), Kaisei Ishii (3/0), Shō Iwamoto (14/1), Jun’ya Suzuki (38/2), Ryota Araki (9/0), Takayuki Fukumura (1/0), Kōsuke Masutani (30/0), Shō Hiramatsu (32/1), Takayuki Takayasu (23/2), Makito Uehara (35/1), Shusei Yamauchi (4/0), Yūta Satō (35/1), Hidetaka Maie (4/0), Takeshi Yoshimoto (4/0), Kentarō Shigematsu (14/1), Park Seong-su (3/0), Yusuke Ogawa (3/0), John Higashi (31/0), Atsuhito Ihara (32/1), Keiji Kagiyama (8/0), Noh Seung-ki (3/1), Yushin Koki (16/2), Daisuke Takagi (24/1) |

## Tabelle
| Pl.                    | Verein               | Sp. | S  | U  | N  | Tore    | Diff. | Punkte |
| ---------------------- | -------------------- | --- | -- | -- | -- | ------- | ----- | ------ |
| 1.                     | RB Ōmiya Ardija (A)  | 38  | 25 | 10 | 3  | 072:320 | +40   | 85     |
| 2.                     | FC Imabari           | 38  | 22 | 7  | 9  | 062:380 | +24   | 73     |
| 3.                     | Kataller Toyama      | 38  | 16 | 16 | 6  | 054:360 | +18   | 64     |
| 4.                     | Matsumoto Yamaga     | 38  | 16 | 12 | 10 | 061:450 | +16   | 60     |
| 5.                     | Fukushima United FC  | 38  | 18 | 5  | 15 | 064:490 | +15   | 59     |
| 6.                     | FC Osaka             | 38  | 15 | 13 | 10 | 043:310 | +12   | 58     |
| 7.                     | Giravanz Kitakyūshū  | 38  | 15 | 11 | 12 | 041:390 | +2    | 56     |
| 8.                     | FC Gifu              | 38  | 15 | 8  | 15 | 064:560 | +8    | 53     |
| 9.                     | SC Sagamihara        | 38  | 14 | 11 | 13 | 041:410 | ±0    | 53     |
| 10.                    | Azul Claro Numazu    | 38  | 15 | 7  | 16 | 053:460 | +7    | 52     |
| 11.                    | Vanraure Hachinohe   | 38  | 13 | 13 | 12 | 044:420 | +2    | 52     |
| 12.                    | Zweigen Kanazawa (A) | 38  | 13 | 11 | 14 | 050:520 | −2    | 50     |
| 13.                    | Gainare Tottori      | 38  | 14 | 8  | 16 | 049:650 | −16   | 50     |
| 14.                    | FC Ryūkyū            | 38  | 12 | 11 | 15 | 045:540 | −9    | 47     |
| 15.                    | Tegevajaro Miyazaki  | 38  | 12 | 10 | 16 | 046:500 | −4    | 46     |
| 16.                    | Kamatamare Sanuki    | 38  | 10 | 13 | 15 | 048:520 | −4    | 43     |
| 17.                    | Nara Club            | 38  | 7  | 18 | 13 | 043:560 | −13   | 39     |
| 18.                    | AC Nagano Parceiro   | 38  | 7  | 16 | 15 | 044:570 | −13   | 37     |
| 19.                    | YSCC Yokohama        | 38  | 7  | 11 | 20 | 034:640 | −30   | 32     |
| 20.                    | Iwate Grulla Morioka | 38  | 5  | 7  | 26 | 027:800 | −53   | 22     |
| Stand: Saisonende 2024 |                      |     |    |    |    |         |       |        |

| Zum Saisonende 2024: |                                  |
| Drittligameister und Aufstieg in die J2 League 2025 Aufstieg in die J2 League 2025 Qualifikation zu den Aufstiegsspielen zur J2 League 2025 Relegation Abstieg in die Japan Football League 2025 |                                  |
| Zum Saisonende 2023: |                                  |
| (A) | Absteiger aus der J2 League 2023 |

## Aufstiegs-Play-off
Die Aufstiegs-Play-off-Spiele, auch bekannt als J.League Road To J2 Play-offs, werden in zwei Halbfinalspielen sowie einem Finalspiel ausgetragen. Basierend auf den J3-Platzierungen am Ende der regulären Saison spielte der Drittplatzierte gegen den Sechstplatzierten und der Viertplatzierte gegen das fünftplatzierte Team. Die Gewinner der Halbfinalspiele tragen das Finale aus. Bei einen Unentschieden wird die Mannschaft mit der höheren Platzierung zum Sieger erklärt.
Für die Aufstiegs Play-off-Spiele haben sich qualifiziert:
| Platzierung | Mannschaft          |
| ----------- | ------------------- |
| 3. Platz    | Kataller Toyama     |
| 4. Platz    | Matsumoto Yamaga    |
| 5. Platz    | Fukushima United FC |
| 6. Platz    | FC Osaka            |

### Übersicht
|  | Halbfinale | Halbfinale          | Halbfinale |  |  | Finale | Finale           | Finale |
|  |            |                     |            |  |  |        |                  |        |
|  |            |                     |            |  |  |        |                  |        |
|  | 3          | Kataller Toyama     | 1          |  |  |        |                  |        |
|  | 6          | FC Osaka            | 1          |  |  |        |                  |        |
|  |            |                     |            |  |  | 3      | Kataller Toyama  | 2      |
|  |            |                     |            |  |  | 4      | Matsumoto Yamaga | 2      |
|  | 4          | Matsumoto Yamaga    | 1          |  |  |        |                  |        |
|  | 5          | Fukushima United FC | 1          |  |  |        |                  |        |
|  |            |                     |            |  |  |        |                  |        |

### Halbfinale
| Datum            |                  | Ergebnis |                     |
| ---------------- | ---------------- | -------- | ------------------- |
| 1. Dezember 2024 | Kataller Toyama  | 1:1      | FC Osaka            |
| 1. Dezember 2024 | Matsumoto Yamaga | 1:1      | Fukushima United FC |

### Finale
| Datum            |                 | Ergebnis |                  |
| ---------------- | --------------- | -------- | ---------------- |
| 7. Dezember 2024 | Kataller Toyama | 2:2      | Matsumoto Yamaga |

## Relegation
Für die Relegationsspiele haben sich qualifiziert:
| Liga                  | Mannschaft      |
| --------------------- | --------------- |
| J3 League             | YSCC Yokohama   |
| Japan Football League | Kōchi United SC |

Die Relegationsspiele fanden am 1. und 7. Dezember 2024 statt. Die Spiele wurden in einem Hin- und Rückspiel ausgetragen. Bei Punktegleichstand geht das Spiel in die Verlängerung. Sollte auch hier kein Sieger feststehen, erfolgt ein Elfmeterschießen. Die Auswärtstorregel wird nicht angewendet.
| Datum               |                    | Gesamt |                       | Hinspiel | Rückspiel |
| ------------------- | ------------------ | ------ | --------------------- | -------- | --------- |
| 1./7. Dezember 2024 | YSCC Yokohama (J3) | 1:3    | Kōchi United SC (JFL) | 1:1      | 0:2       |

Der Kōchi United SC gewann die Relegation mit einem Gesamtergebnis von 3:1 und stieg somit in die dritte Liga auf. YSCC Yokohama musste als Verlierer den Weg in die vierte Liga antreten.

## Torschützenliste
Saisonende 2024
| Platz | Spieler            | Mannschaft          | Tore |
| ----- | ------------------ | ------------------- | ---- |
| 1.    | Marcus Índio       | FC Imabari          | 19   |
| 1.    | Kōsuke Fujioka     | FC Gifu             | 19   |
| 3.    | Ryo Shiohama       | Fukushima United FC | 16   |
| 4.    | Ryō Nagai          | Giravanz Kitakyūshū | 14   |
| 5.    | Hayato Asakawa     | Matsumoto Yamaga FC | 13   |
| 5.    | Kensei Ukita       | AC Nagano Parceiro  | 13   |
| 5.    | Yūki Okada         | Nara Club           | 13   |
| 8.    | Keigo Hashimoto    | Tegevajaro Miyazaki | 12   |
| 8.    | Yū Tomidokoro      | FC Ryūkyū           | 12   |
| 8.    | Yūya Taguchi       | Zweigen Kanazawa    | 12   |
| 11.   | Shunnosuke Matsuki | Gainare Tottori     | 11   |
| 11.   | Hagumi Wada        | Azul Claro Numazu   | 11   |
| 13.   | Kai Sasaki         | Vanraure Hachinohe  | 10   |
| 13.   | Haruto Shirai      | FC Ryūkyū           | 10   |
| 13.   | Ken’yū Sugimoto    | RB Ōmiya Ardija     | 10   |

## Zuschauerzahlen
| Platz | Mannschaft           | Gesamt- zuschauerzahl | Höchste Zuschauerzahl | Niedrigste Zuschauerzahl | Durchschnittliche Zuschauerzahl |
| ----- | -------------------- | --------------------- | --------------------- | ------------------------ | ------------------------------- |
| 1.    | Matsumoto Yamaga FC  | 161.300               | 14.411                | 5.213                    | 8.489                           |
| 2.    | RB Ōmiya Ardija      | 141.974               | 11.274                | 4.145                    | 7.472                           |
| 3.    | Zweigen Kanazawa     | 103.256               | 9.229                 | 2.434                    | 5.435                           |
| 4.    | FC Gifu              | 88.991                | 8.284                 | 2.795                    | 4.684                           |
| 5.    | Giravanz Kitakyūshū  | 88.339                | 12.448                | 2.290                    | 4.649                           |
| 6.    | AC Nagano Parceiro   | 79.010                | 11.965                | 1.957                    | 4.158                           |
| 7.    | Kataller Toyama      | 77.742                | 9.700                 | 2.034                    | 4.092                           |
| 8.    | FC Imabari           | 71.930                | 5.078                 | 2.249                    | 3.786                           |
| 9.    | FC Ryūkyū            | 57.136                | 8.755                 | 2.070                    | 3.007                           |
| 10.   | SC Sagamihara        | 53.574                | 7.248                 | 1.238                    | 2.820                           |
| 11.   | Azul Claro Numazu    | 50.027                | 7.162                 | 1.290                    | 2.633                           |
| 12.   | FC Osaka             | 46.931                | 6.459                 | 766                      | 2.470                           |
| 13.   | Gainare Tottori      | 46.245                | 5.057                 | 934                      | 2.434                           |
| 14.   | Kamatamare Sanuki    | 37.026                | 4.579                 | 1.008                    | 1.949                           |
| 15.   | Nara Club            | 35.703                | 3.951                 | 710                      | 1.879                           |
| 16.   | Fukushima United FC  | 34.198                | 5.471                 | 555                      | 1.800                           |
| 17.   | Vanraure Hachinohe   | 32.832                | 3.031                 | 816                      | 1.728                           |
| 18.   | YSCC Yokohama        | 29.577                | 3.627                 | 923                      | 1.557                           |
| 19.   | Iwate Grulla Morioka | 25.874                | 2.575                 | 515                      | 1.362                           |
| 20.   | Tegevajaro Miyazaki  | 22.129                | 2.126                 | 599                      | 1.165                           |
|       | Gesamt               | 1.283.794             | 14.411                | 515                      | 3.378                           |

Quelle: 